# Refusenik
«Refusenik» — документальный фильм Лауры Биалис, повествующий о движении отказников.

## Краткое содержание
Фильм показывает как судьбу самих евреев-отказников, так и возникновение и становление массовой борьбы в Америке и Европе за выезд советских евреев. Первоначально еврейский истеблишмент предпочитал действовать с помощью тайной дипломатии, и массовое движение было создано студентами и иногда даже школьниками, такими как Гленн Рихтер и другие.
В производстве фильма участвовали известные историки, как Мартин Гилберт, поэтому фильм точно показывает предысторию вопроса, начиная с царского времени и до окончания перестройки.
Среди самих отказников в фильме делается упор на «узников Сиона», давших интервью как сейчас, так и тогда, в СССР. Главные персонажи фильма: Натан и Авиталь Щаранские, Мария и Владимир Слепак, Иосиф Менделевич, Иосиф Бегун, Юлий Эдельштейн, Эфраим Холмянский и многие другие. Показано развитие национального самосознания, желание изучения иврита. Можно отметить отсутствие иудаизмa как фактора, хотя многие герои фильма пришли к иудаизму тогда или потом (Менделевич, Эдельштейн, Холмянский и др).
Среди политиков показаны многие исторические фигуры; Михаил Горбачёв сказал в интервью, что он не хотел, чтобы евреи уезжали, а также что он считает, что движение отказников внесло вклад в развитие демократических ценностей России.